# 5621-es mellékút (Magyarország)
Az 5621-es mellékút egy valamivel több, mint 6,5 kilométeres hosszúságú, négy számjegyű mellékút Baranya vármegye keleti részén. A Mohács és Pécsvárad közti térségben köt össze két települést egyrészt egymással, másrészt pedig mindkettőt a két város közt húzódó útvonallal.

## Nyomvonala
Palotabozsok lakott területének déli szélétől nem messze, de még külterületen ágazik ki az 5606-os útból, annak majdnem pontosan a 10+500-as kilométerszelvényénél; az elágazás közvetlen közelében, a környéken egyáltalán nem szokatlan módon kis fülkéskápolna áll. Az út északkelet felé indul, de alig néhány méter után északnak fordul, már így éri el a belterület szélét is, ahol a Kossuth utca nevet veszi fel.
Végighúzódik az észak-déli irányban elnyúló falun annak főutcájaként, közben elhalad mindkét helyi templom és a községháza mellett is. Csaknem pontosan másfél kilométer után kiágazik belőle az az út – a helyi Rákóczi Ferenc utca –, amely a térséget átszelő Pécs–Bátaszék-vasútvonal bezárásáig annak itteni állomását is kiszolgálta, 56 303-as útszámozással, de ma már önkormányzati fenntartású útnak minősül.
A község északi részében már kezd északnyugati irányt venni, 2,3 kilométer után elhagyja az utolsó helyi házakat is, majd nem sokkal ezután kelet felől mellé simul a vasút egykori nyomvonala. Egymás közelében húzódva szelik át rövidesen Palotabozsok és Véménd határvonalát, és így haladnak el – kicsivel az útnak a harmadik kilométere előtt – az M6-os autópálya felüljárója alatt is.
Nagyjából 400 méterrel ezután az út keresztezi a vasúti nyomvonalat, de a kereszteződés helye az idő előrehaladtával egyre nehezebben ismerhető fel, hiszen az aszfaltcsíkot átvágó sínpárt már régen elbontották. Nem sokkal ezt követően eléri Véménd lakott területét, ezen a falun szintén annak főutcájaként halad végig és a központban lévő körforgalomig itt is Kossuth Lajos nevét viseli.
A körforgalomból már teljesen nyugati irányt követve lép ki, a neve innentől a nyugati faluszélig Zrínyi Miklós utca. Utolsó belterületi kereszteződésénél, az 5+800-as kilométerszelvénye tájékán ágazik ki belőle dél felé az 56 304-es számú mellékút, amely a vasút működési idejében annak véméndi állomását szolgálta ki. Érint még az út néhány külterületi ipartelepet, majd utolsó métereire délnyugatnak fordul és így is ér véget, visszatorkollva az 5606-os útba, annak a 16+200-as kilométerszelvénye közelében.
Teljes hossza, az országos közutak térképes nyilvántartását szolgáló kira.kozut.hu adatbázisa szerint 6,559 kilométer.

## Története
A 2000-es évtized végéig az 5606-os út részét képezte, aminek csak az M6-os autópálya építéséhez kapcsolódva létesült az a szakasza, amely Palotabozsok és Véménd központját is elkerüli. Ez utóbbi útvonal átadása óta visel önálló útszámozást.

## Települések az út mentén
- Palotabozsok
- Véménd